# Gerbe Montceau-les-Mines
La Gerbe Montceau-les-Mines (nom exact Basket Club de la Gerbe de Montceau-les-Mines) est un club féminin français de basket-ball disparu en 1982 qui évoluait à Montceau-les-Mines. Le club fondé par l'industriel Paul S. Gerbe détenteur de la marque du même nom a marqué l'histoire du championnat de France remportant ainsi 2 titres nationaux.

## Histoire
- 1949: Création du club le 26 octobre
- 1961: Champion excellence de Bourgogne
- 1963: 2e du groupe B en nationale, battues en 1/2 finale par le PUC.
- 1965: 
  - Finaliste du Championnat de France (face au PUC)
  - 1/4 de finaliste de la Coupe d'Europe (battues par Cracovie, Pologne)
- 1966: Championnes de France
- 1967: Championnes de France
- Années 70: Apogée des demoiselles de Clermont, la Gerbe récupère les accessits
- 1980: Relégation en Championnat Régional
- 1982: Disparition de la Gerbe

## Palmarès
- Champion de France : 1966, 1967

## Entraîneurs successifs
- ? - ? :  Georges Burtin
- ? - ? :  Michel Favre
- ? - 1979 :  Yannick Stephan

## Joueuses célèbres ou marquantes
- Nicole Robert
- Gracie Burtin
- Yannick Stephan
- Charlotte Lewis